# Louis de La Vallée-Poussin
Pour les articles homonymes, voir Famille de La Vallée Poussin.
Louis de La Vallée Poussin, né le 1er janvier 1869 à Liège et mort le 18 février 1938 à Bruxelles, est un philologue indianiste belge spécialiste du bouddhisme. Il descend d'une famille d'origine française et installée à Liège.

## Biographie
Né le 1er janvier 1869 d'un père français et d'une mère belge, Louis de La Vallée Poussin appartient à la famille de La Vallée Poussin qui a donné de nombreux scientifiques illustres.
Il fait ses humanités dans sa ville natale de Liège, au collège Saint-Servais. Il poursuit ses études de 1884 à 1888 à l'université de Liège, où il s'initie à la philologie et où il obtient, à 19 ans, son doctorat de Philosophie et Lettres avec « la plus grande distinction ». Il entre ensuite à l'université de Louvain où il étudie le sanskrit, le pali et l’avestan auprès de Charles de Harlez et Philippe Colinet de 1888 à 1890. Il y reçoit un doctorat en Philologie orientale en 1891.
Il se spécialise ensuite à Paris, de 1890 à 1893, à la Sorbonne et à l'École des Hautes Études, pendant qu’il occupe la chaire de sanskrit à l’université de Liège (1891-1892). Il poursuit son étude du sanskrit sous la direction de Sylvain Lévi et de Victor Henry. Il rentre ensuite en Belgique, où il devient l'élève de Hendrik Kern avec qui il continue son étude de l’avestan et des gāthā zoroastriens à l’université de Leyde (Pays-Bas). Plus tard, pour se consacrer à l'étude du bouddhisme, il apprendra aussi le chinois et le tibétain.
En 1893, il obtient le professorat de grammaire comparative du grec et du latin à l’université de Gand, poste qu’il occupe jusqu’en 1929, date à laquelle il en démissionne. En 1921, il organise la Société belge d'études orientales.
Le 18 février 1938, à l'âge de 69 ans, il meurt devant son bureau, épuisé par ses travaux.
Il laisse une production importante, recensée par Marcelle Lalou à 324 publications (une vingtaine de gros ouvrages, une centaine de monographies et d'autres).
Il était membre de l'Académie Royale de Belgique, membre correspondant de l'Institut de France, membre d'honneur de la Royal Asiatic Society et de l'École française d'Extrême-Orient. Il reçut le titre de grand officier de l'Ordre de la Couronne et commandeur de l'Ordre de Léopold, et le titre de docteur honoris causa de l'université d'Oxford. Il reçut, en 1935, l'une des huit médailles commémoratives du 2500e anniversaire de la naissance du Bouddha de la part du gouvernement japonais, la seule à honorer un Occidental.

## Œuvres
- Avec Godefroy de Blonay, Contes bouddhiques, t. Annales du Musée Guimet. Revue de l’Histoire des Religions., Paris, Ernest Leroux, 1892 (lire sur Wikisource), « Contes bouddhiques », p. 2-22 et Contes bouddhiques. Consulté le 26 septembre 2020.
- Bouddhisme, études et matériaux: Ādikarmapradīpa, Bodhicaryāvatāratīkā, éd. Luzac & co., 1898.
- Les Conciles bouddhiques, extrait du Muséon, Louvain, J.B. Istas, 1905.
- Bodhicaryavatara: Introduction a la pratique des futurs Bouddhas; pòeme de Çantideva, Paris, Librairie Bloud 1907. Traduit du sanscrit.
- Le Védisme : notions sur les religions de l'Inde, Librairie Bloud, Paris, 1909.
- Bouddhisme: opinions sur l'histoire de la dogmatique. Leçons faites à l'Institut catholique de Paris en 1908, Volume 2 de Études sur l'histoire des religions. éd. G. Beauchesne & cie, 1909.
- Madhyamakavatara par Çandrakirti, traduction tibétaine, St. Pétersbourg, Imprimerie de l'Académie impériale des sciences, 1912.
- Bouddhisme, Etudes et Matériaux : la théorie des douze causes, Faculté de Philosophie et de Lettres, Université de Gand, 1913.
- L’Abhidharmakośa de Vasubandhu, Louvain, 1924.
- Documents d'Abhidharma : La controverse du temps, les deux, les quatre, les trois vérités, Bruges, Belgique: Imprimerie Sainte Catherine.
- Documents d'Abhidharma : 2. La doctrine des refuges : 3. Le corps de l'Arhat est-il pur ?
- Fragment final de la Nilakanthadharani en brahmi et en transcription sogdienne, avec Robert Gauthiot, Londres, 1912.
- Dynasties et histoire de l'Inde depuis Kanishka jusqu'aux invasions musulmanes, Volume 6, Partie 2 de Histoire du monde. éd. de Boccard, 1935.
- Études et textes tantriques Pañcakrama. éd. H. Engelcke, 1896.
- Indo-Européens et Indo-Iraniens: l'Inde jusque vers 300 av. J.-C., Volume 1. Éd. de Boccard, 1936.
- L'Inde aux temps des Mauryas et des barbares, Grecs, Scythes, Parthes et Yue-tchi, Volume 6, Partie 1, Histoire du monde. éd. de Boccard, 1930.
- La Morale bouddhique. éd. Nouvelle librairie nationale, 1927.
- Nirvâṇa. éd. Dharma, 2001.  (ISBN 9782864870357)
- Vijñaptimātratāsiddhi : La siddhi de Hiuantsang. éd. P. Geuthner, 1928.